# پرچم‌سفیدها
پرچم‌سفیدها، (به کردی: ئاڵای سپی) یا سفیانیون یک گروه شورشی فعال در شمال عراق است که مخالف دولت عراق است. این گروه در فاز پایانی جنگ داخلی عراق و شورش‌های جاری عراق (۲۰۱۷-اکنون) شرکت داشته‌است.

## ماهیت گروه
مقامات غیرنظامی و نظامی عراق و همچنین کارشناسان منطقه ادعا می کنند که پرچم سفید یک جناح ناسیونالیست یا جدایی طلب کرداست که در واکنش به تصرف کرکوک توسط عراقی ها تأسیس شد و اعضای آن خود را «مقاومت کرد» می نامند. مقامات دفاعی و نظامی ایالات متحده همچنین گفتند که "به نظرمی رسد اتحادیه تروریست های کرد و جنگجویان سابق داعش" یا اتحادیه کردهای داعش و بقایای انصارالاسلام است. اطلاعات عراق و بیل روجو گفتند که این گروه احتمالاً می تواند تلاشی برای تغییر نام تجاری توسط جناحی از انصارالاسلام یا حتی یک جنبش کردی برای مخالفت با دولت عراق باشد. دولت عراق اعلام کرد که پرچم های سفید یک سازمان جبهه انصارالاسلام است.
همه این ادعاها با این واقعیت پشتیبانی می شد که عاصی القوالی، رهبر و بنیانگذار پرچم های سفید، از حامیان سرسخت حزب دمکرات کردستان و یک اسلام گرا بود. او همچنین روابط نزدیکی با ملا کریکار و اعضای مختلف داعش داشت.  بر روی پرچم پرچم هایسفید "جنبش انصارالاسلام" نوشته شده است.
پیشمرگه ها و دولت کردستان ادعای حمایت از این گروه را رد می کنند.

## سازمان و تاکتیک‌ها
پرچم سفیدها توسط دولت عراق به عنوان یک گروه تروریستی در نظر گرفته شده‌است. در اواخر سال ۲۰۱۷ یک نماینده ترکمن پارلمان عراق دولت محلی کردستان عراق را به حمایت از این گروه متهم کرد که این ادعا توسط مقامات کردستان عراق رد شد. رهبر این گروه فردی به نام «هیوا چور» است، که یک چشم خود را در اثر نبرد از دست داده‌است و حدوداً چهل سال سن دارد، وی عضو سابق القاعده در عراق بوده‌است و با برنامه بلندپروازانه خلافت داعش مخالف بوده، بنابراین این سازمان را به همراه یک مبارز ترکمن اهل استان دیاله ترک کرد. این گروه از تاکتیک‌های مختلف چریکی مانند کمین و بمب‌های کنار جاده‌ای استفاده می‌کند. همچنین از خمپاره و راکت نیز استفاده می‌کند. این گروه در داخل و اطراف طوز خورماتو فعالیت می‌کند. این گروه حملات مکرری به میادین نفتی و جاده‌های منطقه انجام داده‌است.